# 나일 도크
나일 도크(독일어: Nile Dok, 일본어: ナイル・ドーク nairu doーku 나이루 도ー쿠[*], 영어: Nile Dawk)는 만화 《 진격의 거인 》의 등장인물이다. 헌병단의 전직 단장이자 820년대 후반 ~ 830년대 당시 같은 기수 및 소속이었던 에르빈 스미스와 함께 훈련병단에 입단하여 3년의 훈련을 마친 뒤 상위권 10위에 간신히 최종 합격하여 헌병단에 입단했다. 본래는 훈련병단 졸업 시기까지만 해도 에르빈처럼 조사병단을 지원했지만 술집에서 만난 종업원인 '마리'와 만나 그와 사랑에 빠져 결혼해서 부부 관계를 맺고 마리와 아이들을 가까이서 지키기 위해 스스로 헌병단으로 진로를 바꾸어 결과적으로 에르빈과 조사병단으로 진로를 정한 친구들과는 정 반대의 길을 걷게 된다. 그리고 몇십년 동안 헌병단에서 경력을 열심히쌓다가 마리가 세 딸들을 출산하며 도크 세 자매의 아버지가 되었고, 헌병단 단장의 자리에 오르게 된다.
그 뒤로 월 마리아 탈환 작전에 오른 에르빈 스미스와는 같은 기수와 훈련병단 소속 동기이기에 무난한 친구였으나, 각자가 선택한 병단에서 단장의 자리에 오른 후에는 조사병단과 헌병단이라는 입장상 자주 대립하고 마찰을 벌이는 모습을 보인다. 하지만 동기로서에 서로에게 느끼는 정이 깊어 이따금 서로 생각하거나 돕는 관계이기도 하다. 왕정 쿠데타에서 프리츠 왕가와 중앙 제1헌병단을 위시한 중앙 정부와 조사병단의 대립 갈등이 본격화되면서 상층부의 명령으로 에르빈 스미스를 체포했다. 정부의 혐의를 모두 뒤집어씌워 너의 소중한 가족들을 지켜야 할지, 지금 따르는 최상위 결정 기관의 귀족들을 지켜야 할지, 둘 중 하나를 선택하라는 말을 듣고, 자신이 갈 방향을 고민하다가 결국 끝까지 사리사욕을 채우기 위해 월 로제 인류를 버리는 선택을 한 이기적인 귀족들의 행태에 시민들을 지킬 것을 마음 먹고, 중앙 정부의 고위 귀족들이 모두 체포되면서 조사병단과 협력하게 된다. 왕정 쿠데타가 로드 레이스의 참수형 작전으로 마무리된 후, 중앙 제1헌병단이 해체되고 정부의 표면상 얼굴에 지나지 않았던 헌병단의 실권을 쥐게 된다. 그리고 로드를 최종 토벌한 히스토리아 레이스가 명분상 형식상으로 왕이 되자 그녀를 새로운 주군으로 따르게 된다.
월 마리아 탈환 작전으로부터 1년 후인 851년, 남쪽 바다까지 진출한 조사병단과 반 마레파 의용병이 접촉하고 지크의 부하들이자 마레에게 해체된 망국의 병사들로 구성된 레지스탕스 세력, 반 마레파 의용병단이 협력을 제의하자, 강경한 불신을 드러냈다. 의용병단 세력이 어떤 녀석들인지 확실히 모르는 이상 섣불리 신뢰해선 안 된다고 동맹을 반대했지만, 한지 조에가 의용병단의 기술력은 필요하다고 밀어붙여서 무산되었다. 근데 섣불리 믿어서는 안 된다는 나일의 주장이 반은 맞고 반은 틀렸음을 증명하듯, 854년에 의용병단의 수장 옐레나가 예거파와 접촉해 상층부에 뿌려 놓은 '지크의 척수액' 와인을 아무런 의심도 없이 마시고 잠재적 무구의 거인이 된다. 결국 배우자와 딸들과 이별하고 시민들의 안전을 위해 최전선 구역이 된 월 마리아의 감옥에 갇히게 된다. 사실상 사망 판정이나 다름 없는 신세인데도 같은 처지인 적국 마레의 전사 후보생이자 열두 세의 어린 아이에 지나지 않은 팔코 그라이스와 잠시나마 짧고 친밀한 관계를 쌓는 모습을 보여 주고 진심으로 걱정하며 그가 고향으로 돌아가기만을 바랐다. 해방된 후에는 직접 가비 브라운과 친형인 콜트 그라이스에게 바래다 주기까지 한다. 119화에 결국 지크가 '외침'을 사용하여 시간시나 구에 모여든 모든 병정의 상층부와 함께 무구의 거인이 되어 마레병들을 잡아먹어 거인이 된 후에도 엘디아국의 승리에 공헌했다. 근데 지크가 에렌에게 배신당한 후에 통제를 잃어 아군 병사들까지 공격하다 사샤 블라우스의 양동생이자 본인이 지켜야 할 민간인인 카야까지 잡아 먹을 뻔했지만, 가비 브라운이 목숨을 걸고 쏜 대 거인 저격총에 맞고 사망하면서 최후를 맞이한다.

## 성향 및 성격
방벽 내부의 치안을 유지 및 관리하고 왕에게 복종하는 것을 의무로 하는 헌병단 단장답게 민간인들의 수호와 현행 질서 유지를 관철한다.

## 상세
신장 177cm, 체중 80kg. 헌병단의 사단장. 사단장은 이 작품에서의 헌병단 규모는 현대의 사단 규모와는 차이가있다. 한국군의 1개 사단이 대략 1만명 정도지만 헌병단의 규모는 2천명 정도이다. 총통이 주관하는 특별 군사 심의 에렌 예거에 대한 심의 때 등장했다. 원작 53화에서 나일이 직접 한 말에 따르면, 에르빈 스미스와는 훈련병 동기였다.

## 능력
이사야마 하지메가 가이드북에 공개한 공식 능력치 패러미터에 따르면 냉혹함이 10점 만점 중에서 두뇌전이 6점, 협조성이 8점, 행동력이 4점, 격투술이 6점으로 총합 50점 만점 중의 34점으로 평균보다 약간 높고, 최종 성적은 B이다.

## 작중 행적

### 트로스트 구 공방전 종료 직후 ~에렌 예거처분 결정 심의소
트로스트 구 전투로 인해 에렌이 거인화할 수 있다는 사실을 알게 된 민간인들 중에는 에렌을 구세주라 부르는 사람도 있었는데, 이 때 민간인들의 반응에 대해서 민중은 어느 시대에나 무책임하다는 냉소적인 발언을 하며 처음으로 등장했다.
방벽 바깥으로 나가지 않는 헌병단답게 방벽 안쪽의 사정과 도시의 치안이나 민간인들의 안전, 정치적인 문제에 민감하다. 그 이전에 헌병단의 우두머리이기 때문에 거인과의 싸움을 직접 겪어 본 적이 없는지라 에렌의 전략적인 가치에 대해서는 아예 관심조차 없다.
심의소에서도 에렌의 공적을 인정하면서도 방벽 안에서 내란이 일어날 수 있다는 정치적인 이유로 에렌에게서 최대한의 정보를 짜낸 뒤 처리하고 시민들의 사기진작을 위해 영웅으로 추대해야 한다는 주장을 펼쳤으며, 미카사 아커만이 에렌을 변호할 때 증언에 개인적인 감정이 담겨있다면서 미카사가 에렌의 집에 맡겨졌다는 것을 이야기했다. 또한 정당방위였다고는 하지만 미카사가 에렌의 집으로 들어가기 직전인 9살에 에렌과 함께 강도 유괴범 세 명을 찔러죽였다는 사실을 들어 인간성에 의문이 든다고 발언해 재판에 참석한 사람들에게 의심과 두려움을 부추겼다.
에렌이 폭발해 헌병단을 비난하고 자신에게 투자하라고 소리치자 부하에게 총을 들라고 지시해 죽이려고 했지만 리바이가 에렌을 걷어차면서 패자 에렌이 원한을 가지고 거인화하면 어쩔 거냐며 리바이를 저지하려 든다. 그러나 리바이는 에렌을 죽이겠다면서 에렌이 원한을 품고 거인화할 것을 두려워하는 모순을 지적하고 에렌은 거인화했을 때 20마리의 거인을 죽였는데 도대체 에렌을 어떻게 죽일 생각이었냐고 물어 역으로 말문이 막히게 만들었다. 결국 에르빈과 한지, 리바이, 미케를 필두로 한 조사병단의 자작극이 작클리 총통에게 "자신들이 엄청난 거인의 힘을 가진 에렌을 무사히 책임지고 지켜낼 수 있다."는 것을 어필해 내어 에렌에 대한 처분권은 조사병단에게 넘어가고, 나일은 불만을 드러내면서도 총통의 결정을 반발 없이 받아들이며 한 수 접고 물러나는 모습을 보인다.

### 스토헤스 구 여성형 거인 포획 작전
조사병단 일행이 왕도로 소환되어 스토헤스 구의 거리 중앙로를 지나간다고 할 때 마차를 타고 있는 모습으로 등장했으며, 에르빈 스미스가 마지막 수단으로 강행한 월 시나에서의 여성형 거인 포획 작전 때 에르빈에게 "무슨 일을 꾸미는 거냐"라고 추궁하면서 헌병단 일원들과 함께 총을 겨누면서 에르빈에게 장비를 내려놓으라고 했다. 또한 거리가 폐허가 되고 있다는 소식을 듣고 거리에서 이런 작전을 벌이면 어떤 사태가 될 것인지 알면서 어째서 그런 짓을 했냐고 추궁했으며, 반역자는 지금 이 자리에서 처형해도 문제되지 않는다고 말하며 죽이려고 했다.
그러나 에르빈은 그래도 상관없다며 뒤의 지휘와 책임까지 같이 떠넘기나 당황해하며 총을 거두고 수갑만 채운 뒤 헌병단의 단원들에게 주민의 구조를 우선적으로 하도록 지시했으며, 에르빈의 처형은 정당한 판결로 정하겠다고 했다. 에르빈을 호송하면서 화염 거인이 된 에렌과 여성형 거인이 싸우는 것을 보고 놀라는 모습을 보였다.
그래도 거리가 폐허가 되고 있고 인명 피해가 속출하고 있다는 소식을 듣고 거리에서 이런 작전을 벌이면 어떤 사태가 될 것인지 알면서 어째서 그런 짓을 했냐고 에르빈 스미스를 추궁하거나, 헌병단의 단원들에게 주민을 구조하도록 지시했으며, 에르빈의 처형은 정당한 판결로 정하겠다고 하는 것을 보면 시민들의 치안을 지키는 헌병단장으로서 성실성과 사명감을 갖춘 모범적인 헌병의 귀감이라고 할 수 있다. 인류의 승리를 위해 자신의 인간성조차도 버린 에르빈 스미스와 대비되는 모습을 보여줬다.

### 왕정 쿠데타
월 시나의 왕도 미트라스에 송환되는 에르빈과의 대화로 소소한 과거 이야기가 나오는데, 훈련병 시절엔 에르빈과 함께 조사병단을 지망했었다고. 하지만 "마리"라는 이름의 술집 종업원에게 반해 함께 있던 동기들을 배신하고  목숨이 왔다갔다 하는 조사병단이 아니라 입지가 안정된 헌병단에 들어가 인류가 아니라 자신의 가족을 지키는 길을 선택했다고 한다. 뻔뻔하게 목숨을 부지해 왔다고 말하며, 조사병단에 입단한 다른 동기들이 이루지 못하고 죽어간 "가족을 꾸리는 일"을 해낸 건 내 자랑이라고까지 표현하는 것을 보면 본성이 나쁜 인간은 아닌 모양.
닉 사제를 고문해서 죽인 중앙 헌병단과 자신 휘하의 헌병단과의 연관을 부정하며 에르빈의 말에 어느 정도는 고민하는 모습을 보이기도.
59화에선 중앙 제1헌병단 소속 대인 입체 기동 제압 부대와 조사병단의 충돌에 대해 사태를 조사하는 책임자로 등장하여 기자들과 대화를 하는데, 왕도의 명을 받들어 치안을 유지하는 헌병단의 최고 지휘관임에도 중앙헌병으로부터 아무런 이야기도 듣지 못하고 대인입체기동장치에 대한 것도 전혀 알지 못했던 것으로 보인다. 일단 사건에 대해 기사화시키지 못할 것을 주문하며 대인진압부대의 목표에 같은 헌병단인 자신들도 포함될 수 있음을 생각하는 모습을 보인다.
61화에서 에르빈과 픽시스의 낚시에 걸려 최상위 결정 기관을 주관하는 귀족 4인방이 월 로제의 백성들을 포기한다는 판단을 내렸을 때, 월 로제 동구 카라네스 구에 살고 있는 가족들을 떠올리며 자신 또한 월 로제의 사람임을 선언하며 왕정의 결단에 전면으로 맞설 뜻을 표한다. 결국 월 로제 돌파는 거짓임이 밝혀졌지만 왕정은 사실상 쿠데타에 넘어가버렸고 나일과 그 휘하의 헌병단 역시 앞으로는 조사병단과 함께 하게 되었다. 어쩌다 보니 오월동주하게 된 것. 이후 베르크 신문사 소속 기자들과 헌병 사령부에 몰려든 언론인들에게 진실을 밝히고 자신들이 해야 할 일을 알린다.

### 월 마리아 최종 탈환 작전 종료 직후
에르빈 스미스와 조사병단이 목숨을 건 혈투 끝에 월 마리아를 되찾을 당시 다리우스 작클리, 도트 픽시스를 비롯한 수뇌부의 요인들과 함께 의자에 앉아 탈환 전투의 결과와 조사병단의 귀환을 말 없이 기다렸다. 아르민이 베르톨트가 날린 발차기로 거의 의식을 잃고 기절한 에렌에게 빨리 일어나서 바다로 가자고 구경할 때, 월 시나 평원에서 헌병단의 호위를 받으며 조용히 기다리는 히스토리아 레이스, 마를로 프로이덴베르크를 걱정하여 잠도 못 자던 히치 드라이제와 더불어 잠시나마 짧게 모습을 비추었다.
그리고, 탈환 작전이 종료된 직후 시점에는 작클리 총토와 도트 픽시스 사령관과 자리를 가지면서 훈련병단에 소속되었던 시절 에르빈과 나누었던 대화에 대해 얘기했다.

### 레벨리오 전투 종료 직후 한 달여의 시간
레벨리오 전투 이후 예거파로 인한 다리우스 작클리 암살 사건을 계기로 조사병단과 대립을 하게 되었고 도트 픽시스의 중개로 대립을 막게 되어 자리를 떠났다. 지크 예거의 외침이 발동하자 지크의 척수액이 담긴 와인을 마신 병단과 함께 당황하게 된다.

### 제2차 시간시나 구 전투
116화에서 팔코 그라이스와 함께 감옥에 갇혀있었고 118화에서 척수액을 섭취한 사람들과 같이 탈출을 하고 팔코 그라이스와 함께 동행하면서 가비 브라운과 콜트 그라이스와 마주치게 되자 팔코 그라이스를 형인 콜트에게 보내주고 가버린다.
119화에서는 결국 지크 예거가 외쳤고 시간시나 구 내부에 있던 지크의 척수액을 마셨던 비예거파 병사들은 전부 거인화되었고 나일 도크도 도트 픽시스와 함께 거인화되었다.